# 垂榕
垂叶榕，又名白榕，臺灣話稱白肉榕，是桑科榕属的植物。分布于不丹、缅甸、越南、所罗门群岛、菲律宾、印度、尼泊尔、澳大利亚、泰国、马来西亚、巴布亚新几内亚、锡金以及中国的海南、云南、广东、贵州、广西等地，生长于海拔500米至800米的地区，多生长于湿润的杂木林中。
在美国，垂叶榕已被列入潜在入侵物种，已被列入有害物种名单。